# Bulgarische Eishockeyliga 1969/70
Die Saison 1969/70 war die 18. Spielzeit der bulgarischen Eishockeyliga, der höchsten bulgarischen Eishockeyspielklasse. Meister wurde zum ersten Mal in der Vereinsgeschichte Krakra Pernik.

## Modus
Der Erstplatzierte der Hauptrunde wurde Meister.

## Hauptrunde
|    | Klub                 |
| -- | -------------------- |
| 1. | Krakra Pernik        |
| 2. | HK ZSKA Sofia        |
| 3. | HK Slawia Sofia      |
| 4. | Lewski-Spartak Sofia |
| 5. | Akademik Sofia       |
| 6. | DZS Elin Pelin       |

Sp = Spiele, S = Siege, U = unentschieden, N = Niederlagen, OTS = Overtime-Siege, OTN = Overtime-Niederlage, SOS = Penalty-Siege, SON = Penalty-Niederlage